# Papamosques dorsiverd
El papamosques dorsiverd (Ficedula elisae) és una espècie d'ocell de la família dels muscicàpids (Muscicapidae). És un ocell migratori que es troba al nord-est de la Xina, on nidifica, i a la península de Malaca, on passa l'hivern. El seu hàbitat natural el formen boscos, matollars, aiguamolls i ambients humans. El seu estat de conservació es considera de risc mínim.

## Taxonomia
El papamosques dorsiverd va ser considerat durant molt de temps com una subespècie del papamosques narcís, però les diferències morfològiques i dels seus cants van conduir a considerar-les espècies separades.